# Jurczyce (województwo małopolskie)
Jurczyce – wieś w Polsce, położona w województwie małopolskim, w powiecie krakowskim, w gminie Skawina.
W latach 1975–1998 miejscowość administracyjnie należała do województwa krakowskiego.

Integralne części miejscowości: Podole, Wyźrał, Zawsie.

## Zabytki
Obiekt wpisany do rejestru zabytków nieruchomych województwa małopolskiego.
- Zespół dworski: dwór, park.

## Osoby związane z Jurczycami
- Józef Haller